# Atyám, Zorn!
Az Atyám, Zorn! (eredeti cím: Son of Zorn) 2016-ban bemutatott amerikai élőszereplős-animációs hibrid televíziós sorozat. A sorozat alkotói Reed Agnew és Eli Jorné, a fő producerek közt pedig megtalálható Phil Lord és Christopher Miller is. A történet egy animált világ hőséről szól,  aki megpróbálja nem animált fiát nevelni a kertvárosban. A főszereplők közt megtalálható Jason Sudeikis, Cheryl Hines, Johnny Pemberton, Tim Meadows és Artemis Pebdani.
A sorozatot az Amerikai Egyesült Államokban a Fox adta le 2016. szeptember 11. és 2017. február 19. között, Magyarországon a Humor+ mutatta be 2016. november 3-án.

## Cselekmény
A történet egy olyan alternatív világban játszódik, ahol élőszereplős és animációs élőlények egyszerre léteznek. Az egyik ilyen animált karakter Zorn, a Zephyria barbár harcosa, aki útnak indul, hogy az amerikai Orange Countryba költözve találkozzon volt feleségével és közös fiúkkal, Alannel és újra felvegye velük a kapcsolatot. Zorn új élőhelyén egyszerre próbál megküzdeni az irodista munkájával és fiával, akit igyekszik jó apaként nevelni.

## Szereplők
| Szereplő                 | Színész          | Magyar hang  |
| ------------------------ | ---------------- | ------------ |
| Zorn (hangja)            | Jason Sudeikis   | Anger Zsolt  |
| Edie Bennett             | Cheryl Hines     | Vándor Éva   |
| Alangulon "Alan" Bennett | Johnny Pemberton | Timon Barna  |
| Craig Ross               | Tim Meadows      | Kálid Artúr  |
| Linda Orvend             | Artemis Pebdani  | Sági Tímea   |
| Scott Schmidt            | Tony Revolori    | Boldog Gábor |

## Epizódok
| Sor. | Év. | Cím                                                        | Rendező        | Író             | Premier                                 | Nézettség   | Gyártási szám |
| --- | --- | ---------------------------------------------------------- | -------------- | --------------- | --------------------------------------- | ----------- | ------------- |
| 1. | 1.  | Visszatérés Orange megyébe (Return to Orange County)       | Eric Appel     | Reed Agnew      | 2016. szeptember 11. 2016. november 3.  | 6,13 millió | 1AYA01        |
| Zorn, Zephyria félelmetes harcosa, 10 éve nem tette ki a lábát a szigetről, ahol él, és különböző szörnyeket gyilkol, ám Edie a volt felesége megkéri, hogy vegyen részt a fiúk 17. születésnapján. Ez csak azért szokatlan, mert a hús-vér család Orange megyében él, ahol nem sűrűn sétálgatnak erőszakos, animált harcosok... |     |                                                            |                |                 |                                         |             |               |
| 2. | 2.  | A tiniszerelem védelmezője (Defender of Teen Love)         | Eric Appel     | Eli Jorné       | 2016. szeptember 25. 2016. november 10. | 2,65 millió | 1AYA02        |
| Zorn főnöke, Linda figyelmezteti a férfit, hogy eredményesebbnek kell lennie a munkában, mert különben kirúgja. Alan szeretne megismerkedni a szomszédban lakó lánnyal, ám elég tapasztalatlan a csajozásban, ezért Zorn úgy dönt, hogy segít neki.                                                                              |     |                                                            |                |                 |                                         |             |               |
| 3. | 3.  | A hadak útján (The War of the Workplace)                   | Eric Appel     | Monica Padrick  | 2016. október 2. 2016. november 17.     | 3,64 millió | 1AYA04        |
| Alan-t többen szekálják az iskolában. Edie és Craig, amikor rájönnek erre, szeretnének segíteni neki, de a fiú nem kér belőle. Zorn rájön, hogy az irodai hűtőből egy külsős személy elvitte a csípős szószt, így hadjáratot tervez a visszaszerzésére.                                                                          |     |                                                            |                |                 |                                         |             |               |
| 4. | 4.  | A hétvégi harcos (The Weekend Warrior)                     | Payman Benz    | Elijah Aron     | 2016. október 16. 2016. november 24.    | 3,78 millió | 1AYA03        |
| Zorn nagyon izgul, mert Edie végre megengedi neki, hogy Alan nála tölthesse a hétvégét. Mindenkitől tanácsot kér, hogy milyen programokat szervezzen, ám Alan keresztülhúzza a számításait, mert meghívja a barátait is. |     |                                                            |                |                 |                                         |             |               |
| 5. | 5.  | Egy falat Zephyria (A Taste of Zephyria)                   | Bill Benz      | Dan Mintz       | 2016. október 23. 2016. december 1.     | 2,27 millió | 1AYA05        |
| Zorn nagyon felháborodik, amikor a tévében meglát egy sorozatot, amiben egy hozzá hasonló karakter a főszereplő, de persze semmit sem autentikusan mutat be. Alan úgy dönt, hogy elhívja végre Layla-t randizni, persze Zorn mindezt meghiúsítja.                                                                                |     |                                                            |                |                 |                                         |             |               |
| 6. | 6.  | Két Zorn meséje (A Tale of Two Zorns)                      | Eric Appel     | Greg Gallant    | 2016. november 6. 2016. december 8.     | 2,08 millió | 1AYA08        |
| Zorn előszedi a harci robotcsaliját, Mekazorn-t, ami ugyanúgy néz ki mint ő, és megijeszti vele Alan-t. Edie barátnői pedig megmondják neki, hogy nem szívesen hallgatják a volt férjével kapcsolatos panaszkodását. |     |                                                            |                |                 |                                         |             |               |
| 7. | 7.  | Hálaadás-napi perpatvar (The Battle of Thanksgiving)       | Payman Benz    | Jon Kern        | 2016. november 13. 2016. december 15.   | 3,64 millió | 1AYA07        |
| Hálaadás napján Edie nagy vacsorát rendez, amire az édesanyja is megérkezik, Zorn viszont nincs meghívva. A hős az irodában a főnökével tölti az időt, aki nem szereti az ünnepet. Alan zenei pályára szeretne lépni, amiben a nagyi támogatását várja.                                                                          |     |                                                            |                |                 |                                         |             |               |
| 8. | 8.  | A piapajti visszatérése (Return of the Drinking Buddy)     | Eric Appel     | Reed Agnew      | 2016. december 4. 2017. január 26.      | 3,12 millió | 1AYA06        |
| Zorn régi barátja, Kosfej érkezik Los Angelesbe, hogy végre együtt töltsön egy kis időt a régi cimborájával. Edie nem örül ennek, mert a vendég régen, amikor még Zephyriában együtt kalandoztak, nagyon veszélyes volt. |     |                                                            |                |                 |                                         |             |               |
| 9. | 9.  | Vidám Grafelniket! (The War on Grafelnik)                  | Eric Appel     | Kevin Etten     | 2016. december 11. 2017. február 2.     | 2,88 millió | 1AYA09        |
| Zorn karácsony helyett zephyr szokás szerint Grafelniket ünnepel, ami a bosszú ünnepe az ő földjén. Craig bevallja Edie-nek, hogy retteg a Mikulástól, mert hat éves korában nagyon rossz élmény érte egy családi karácsonyon.                                                                                                   |     |                                                            |                |                 |                                         |             |               |
| 10. | 10. | A radioaktív ex (Radioactive Ex-Girlfriend)                | Bill Benz      | Amelie Gillette | 2016. január 8. 2017. február 9.        | 4,26 millió | 1AYA10        |
| Edie és Craig eljegyzési partijára Zorn is meghívást kap. Mivel mindenki, még Alain is kísérővel érkezik, Zorn úgy dönt, hogy megkéri egy exét, Radiana-t, hogy menjen vele. Azzal nem számol, hogy a lány azt hiszi, a kapcsolatukat is fel akarja melegíteni...                                                                |     |                                                            |                |                 |                                         |             |               |
| 11. | 11. | Az önmagunkkal vívott harc (The Battle of Self-Acceptance) | Bill Benz      | Elijah Aron     | 2017. január 15. 2017. február 16.      | 2,00 millió | 1AYA11        |
| Layla meghívja Alain-t a tengerparti házukba, hogy együtt fürödjenek a tengerben, ám a fiú nagyon szégyelli magát a zephyr lábai miatt. Kapóra jön neki, hogy Zorn orvosánál talál egy tablettát, ami teljesen emberivé változtatja. A mellékhatásokkal persze nem számol.                                                       |     |                                                            |                |                 |                                         |             |               |
| 12. | 12. | Vadászat Craig-re (The Quest for Craig)                    | Jared Hess     | Mark Schenneman | 2017. február 12. 2017. február 23.     | 1,40 millió | 1AYA12        |
| 13. | 13. | Üdvözlégy, Zorn fia! (All Hail Son of Zorn)                | Claire Scanlon | Reed Agnew      | 2017. február 19. 2017. március 2.      | 1,58 millió | 1AYA13        |